# Komórki interstycjalne
Komórki interstycjalne (łac. interstitium, od inter – między, sisto – umieszczam), komórki śródmiąższowe – niewyspecjalizowane, totipotencjalne komórki o charakterze embrionalnym,
mogące poruszać się między warstwami oraz przekształcać w inne typy komórek.
U jamochłonów występujące głównie  między komórkami nabłonkowo-mięśniowymi epidermy, rzadziej między komórkami gastrodermy. Komórki interstycjalne większości parzydełkowców mają formę pojedynczych amebocytów, a u stułbiopławów tworzą zgrupowania.